# Metocarbamol
El metocarbamol es un relajante muscular de acción central útil en espasmos musculares. Al igual que con otros relajantes musculares, el metocarbamol es menos efectivo en padecimientos crónicos.
El metocarbamol es un polvo blanco, escasamente soluble en agua y cloroformo, pero soluble en alcohol. Es el carbamato de la guaifenesina.
El metocarbamol está disponible en forma oral en forma de monofármaco o en combinación con analgésicos/antiinflamatorios, ya sea acetaminofén, ácido acetilsalicílico o Ibuprofeno. Al principio de su comercialización existió una variedad parenteral para inyección Intravenosa (IV) o intramuscular (IM), sin embargo, su uso en estas vías se vio asociado con dolor, desprendimiento de piel y tromboflebitis en el sitio de la inyección. Además, la inyección IV demasiado rápida se relacionó con síncope, hipotensión, bradicardia y convulsiones. Debido al riesgo de convulsiones, dejó de recomendarse el uso parenteral del medicamento en pacientes con epilepsia.

## Metabolismo y mecanismo de acción
El metocarbamol: administrado por vía oral se absorbe bien en el tracto gastrointestinal. Los estudios en animales indicaron que la absorción ocurre en el intestino delgado. El metocarbamol se metaboliza en humanos, presumiblemente en el hígado, por desalquilación, hidroxilación y conjugación con ácido glucurónico y sulfato. Sus dos metabolitos identificados son: 3- (2-hidroxifenoxi),1,2-propanodiol-1-carbamato y 3- (4-hidroxi-2-metoxifenoxi)-1,2-propanodiol-1-carbamato. También se han recuperado pequeñas cantidades de metocarbamol inalterado en las heces. El mecanismo de acción preciso no se conoce. Se piensa que el metocarbamol actúa sobre el sistema nervioso central, tal vez deprimiendo los reflejos polisinápticos.